# ایوون میچل
ایوون میچل (انگلیسی: Yvonne Mitchell؛ ۷ ژوئیهٔ ۱۹۱۵ – ۲۴ مارس ۱۹۷۹) یک هنرپیشه سینما تلویزیون و تئاتر اهل انگلستان بود.

## گزیده فیلمشناسی
از فیلم‌ها یا برنامه‌های تلویزیونی که وی در آن نقش داشته‌است می‌توان به آثار زیر اشاره کرد.
- قلب تقسیم‌شده (۱۹۵۴)
- خلیج ببر (۱۹۵۹)
- یاقوت کبود (۱۹۵۹)
- توطئه قلب‌ها (۱۹۶۰)
- چنگیزخان (۱۹۶۵)